# Птице грабљивице (филм)
Птице грабљивице (и фантастична еманципација Харли Квин) (енгл. Birds of Prey (and the Fantabulous Emancipation of One Harley Quinn)), такође познато као Харли Квин: Птице грабљивице или једноставно Птице грабљивице, амерички је суперхеројски филм из 2020. године темељен на тиму DC Comics-а, Птице грабљивице. Дистрибутера Warner Bros. Pictures-а, филм је осми део у DC-јевом проширеном универзуму (DCПУ) и представља и спин-оф и наставак филма Одред отписаних (2016). Филм је режирала Кети Јен и написала Кристина Ходсон. Главне улоге играју Марго Роби, Мери Елизабет Винстед, Џерни Смолет-Бел, Роузи Перез, Крис Месина, Ела Џеј Баско, Али Вонг и Јуан Макгрегор. Филм прати Харли Квин, којој, након раскида са Џокером, прети лондонски лорд Готам Ситија, Роман Сионис, и удружује снаге са Хеленом Бертинели, Дином Ленс и Рене Монтојом (које настављају са формирањем Птица грабљивица) како би спасиле Касандру Кејн.
Роби, који је такође била и продуценткиња, представила је 2015. идеју за Птице грабљивице Warner Bros.-у. Филм је најављен у мају 2016, а тог новембра је Ходсон ангажована да напише сценарио, након чега је у априлу 2018. Јен потписана за режију. Већина глумаца и екипе потврђена је до децембра 2018. Снимање је трајало од јануара до априла 2019. у Даунтауну Лос Анђелеса, деловима дистрикта Артс и звучним сценама у Warner Bros. Studios-у у Бербанку. Додатно снимање је одржано у септембру 2019.
Птице грабљивице први је филм DCПУ-а и друга продукција DC Films-а са ознаком R Америчке филмске асоцијације, после филма Џокер (2019). Светска премијера филма била је 25. јануара 2020. у Мексико Ситију, и биоскопски је издат 7. јануара 2020. године у Сједињеним Државама. Филм је издат 2. фебруара 2020. године у Србији, дистрибутера Blitz Film & Video Distribucija. Зарадио је 201 милион америчких долара широм света, заостајући за широко пријављивањем тачке рентабилности од 250–300 милиона америчких долара. Филм је добио углавном позитивне критике критичара, уз похвале због своје брзе акције и Робине улоге као Квин.

## Радња
Четири године након пораза Чаробнице, Џокер раскида са Харли Квин, избацујући је на улице Готам Ситија. Прихватио ју је Док, власник тајванског ресторана, и опоравила се од везе тако што се ошишала, усвојила пегаву хијену (којој даје име по Брусу Вејну) и иде на дербије ролера.
Харли се опија у ноћном клубу у власништву Романа Сиониса, немилосрдног господара злочина, и осакаћује свог возача након што ју је возач увредио. Упознаје бурлескну певачицу, Дину Ленс, која касније спашава пијану Харли од покушаја отмице. Сионис је импресиониран Дининим борбеним способностима и поставља је за свог новог возача. Следеће ноћи, Харли диже у ваздух фабрику Ace Chemicals као начин да јавно објави свој раскид са Џокером. У међувремену, детективка ПУГС-а, Рене Монтоја, истражује низ убистава мафије које је извршио бранилац са самострелом. Пронашавши Харлину огрлицу на месту експлозије Ace Chemicals-а, Монтоја примећује да је Харли у опасности без заштите Џокера. Она покушава да запосли Дину као доушника, али Дина одбија понуду.
Сионис шаље Дину и његову садистичку десну руку, Виктора Цаша, да узму дијамант са бројевима рачуна богатства породице злочинца Бертинели, који су масакрирани пре много година. Млади џепарош Касандра „Кас” Кејн краде дијамант од Цаша и гута га након што је ухапшена. Сионисови људи заробили су Харли, бежећи од Монтоје и још неколико људи којима је нанела неправду. Цаш обавештава Сиониса да Касандра има дијамант, а Дина упозорава Монтоју. Сионис киднапује и тера Харли да узме дијамант, под претњом смрти, и такође даје награду Касандри. Пробијајући се у ПУГС са разним ватрометом инспирисаним несмртоносним испаљивачима граната, Харли ослобађа Касандру и пар бежи.
Након што су побегле, Харли и Касандра се крију у Харлином стану. Доку се ради информација обраћа „убица самострела”, за коју се открива да је Хелена Бертинели. Преживевши масакр своје породице и обучена за убицу, Хелена је циљала сваког од гангстера одговорних за убиства своје породице, преферирајући надимак „Ловкиња”. Харлин стан касније бомбардују криминалци који траже Касандру, а Док са тугом открива да је оцинкарио Харли. Харли зове Сиониса и нуди да преда Касандру у замену за његову заштиту, пристајући да се нађу у напуштеном забавном парку. Дина обавештава Монтоју о састанку, али њену издају примећује Цаш, који обавештава Сиониса. Поразни Сионис носи своју ритуалну маску по којој добија надимак „Црна Маска”.
У парку се Монтоја суочава са Харли, али Харли је избацује кроз прозор. Цаш стиже и смирује Харли пре него што држи Дину на нишану, али га убија Хелена, која открива да је Цаш посљедњи од убица њене породице. Монтоја се враћа и долази до застоја све док не схвате да је Сионис стигао с малом војском маскираних криминалаца. Користећи Харлину стару опрему, импровизовани тим успешно је издржао и одбио њихов напад. Током битке, Сионис је ухватио Касандру, док Дина открива своју надљудску способност вриштања на надзвучном нивоу, победивши неколико Сионисиних мафијаша. Харли јури ролерима, а уз помоћ Хелене, пар јури за Сионисом. На оближњем пристаништу долази до коначног сукоба. Сионис се спрема убити Касандру, али она извлачи прстен из гранате коју му је убацила у јакну након што га је раније узела из Харлиног сандука с оружјем. Харли баца Сиониса с пристаништа непосредно пре експлозије гранате, убивши га.
Након уништења Сионисовог злочиначког царства, Монтоја напушта ПУГС. Користећи новац на рачунима скривеним унутар дијаманта (који је пронашла Касандра), Хелена се придружује Дином и Монтојом у успостављању тима будних људи који се зову Птице грабљивице. Харли и Касандра беже, продају дијамант залагаоници и започињу сопствени посао.
У аудио снимку након шпице, Харли открива тајну о Бетману, али је прекинута усред реченице.

## Улоге
| Глумац                | Улога                          |
| --------------------- | ------------------------------ |
| Марго Роби            | др Харлин Квинзел / Харли Квин |
| Мери Елизабет Винстед | Хелена Бeртинели / Ловкиња     |
| Џерни Смолет-Бел      | Дина Ленс / Црни Канаринац     |
| Роузи Перез           | Рене Монтоја                   |
| Крис Месина           | Виктор Цаш                     |
| Ела Џеј Баско         | Касандра Кејн                  |
| Али Вонг              | Елен Ји                        |
| Јуан Макгрегор        | Роман Сионис / Црна Маска      |